# Okahao
Okahao es una ciudad de la región Omusati en Namibia. En agosto de 2011 tenía una población censada de 1665 habitantes.
Se encuentra ubicada al norte del país, cerca de la frontera con Angola.